# نبرد برموله
نبرد برموله در ۲۰ اوت ۱۱۱۹ بین هنری یکم، پادشاه انگلستان و لوئی ششم پادشاه فرانسه در نورماندی درگرفت. هنری یکم مجبور شد چندین بار از دارایی‌های خود در دوک‌نشین نورماندی دفاع کند و پیروزی او در این نبرد تهاجم فرانسوی‌ها را دفع کرد.
شکست فرانسه در برموله عملاً شورش بارون‌ها را فلج کرد و باعث شد که لوئی ششم مجبور شود ویلیام آدلین پسر هنری یکم را به عنوان دوک نورماندی بپذیرد. ویلیام به‌طور رسمی در سال ۱۱۲۰ در دوک‌نشین تاج‌گذاری کرد، حتی اگر لوئی ششم همچنان از ادعای ویلیام کلیتو برای دستیابی به این افتخار حمایت می‌کرد.
این نبرد نتیجه یک رویارویی تصادفی بین دو همسایه است که در مرزهای داخلی خود درگیر یک عملیات نگهبانی قانونی بودند، در حالی که حدود پادشاهی آنها هنوز در وکسین و دره سن نامشخص است.
تاریخ‌نویسان طرف فرانسوی نبردی سخت و خونین را توصیف می‌کنند که در آن لوئی چاق، علی‌رغم وزن سنگینش، چنان نزدیک شوالیه‌های دشمن جنگید که یک سرباز نورمن افسار اسبش را گرفت و فریاد زد: شاه گرفته شد!، که پادشاه با یک ضربه سنگین از گرز خود پاسخ داد و فریاد زد: شاه را نه در جنگ و نه در شطرنج! میتوان گرفت، با این حال، بعداً ثابت شد که این یک انتساب نادرست است.
از سوی دیگر، وقایع‌نگاری از سمت نورمن نشان می‌دهد که شوالیه‌های آنها سود زیادی از باج‌هایی که توسط شوالیه‌های فرانسوی اسیرشده پرداخت می‌شد به دست آوردند و در صورتی که آنها فقط سه قربانی داشتند.
این نبرد آخرین نبرد سرنوشت‌ساز بود که پادشاهی کاپتی طی یک قرن آینده در آن شرکت کرد. با وجود یک قرن پر از جنگ، نبرد واقعی بعدی برای کاپتی‌ها، نبرد سرنوشت‌ساز بووین در سال ۱۲۱۴ خواهد بود که در آن  فیلیپ دوم آگوستوس با امپراتور مقدس روم اتو چهارم که با جان انگلستان متحد شده بود، روبرو شد و وی را شکست داد.